# Tylophora arenicola
Tylophora arenicola är en oleanderväxtart som beskrevs av Elmer Drew Merrill. Tylophora arenicola ingår i släktet Tylophora och familjen oleanderväxter. Inga underarter finns listade i Catalogue of Life.